# Dia das Nações Unidas
O Dia das Nações Unidas, ou Dia da ONU, é comemorado em 24 de outubro desde 1948, como aniversário da entrada em vigor, em 1945, da Carta das Nações Unidas. A celebração foi determinada em 1947 pela Assembleia Geral de forma que o dia fosse "dedicado a fazer serem conhecidos pelos povos do mundo os objetivos e conquistas da ONU e a obter apoio para" a sua obra. A data compõe a Semana da ONU, que vai de 20 a 26 de outubro.
Em 1971 a Assembleia Geral adotou a Resolução 2 782, que declarou que como feriado internacional o Dia das Nações Unidas e recomenda que seja observado como um feriado público por todos os estados-membros.

## Comemoração
O Dia das Nações Unidas tem sido tradicionalmente marcado em todo o mundo por reuniões, debates e exposições sobre as realizações e metas da instituição. Em 1971, a Assembleia Geral recomendou que os estados-membros observem a data como um feriado público.
Várias escolas internacionais em todo o mundo também comemoram a diversidade cultural de seus corpos discentes (de estudantes) no Dia das Nações Unidas (embora o evento não seja, necessariamente, comemorado em 24 de outubro). As celebrações incluem muitas vezes uma apresentação de performances culturais à noite, e uma feira de alimentos onde são oferecidas comidas típicas de todo o mundo.
Nos Estados Unidos, o Presidente emite a cada ano uma proclamação do Dia das Nações Unidas desde 1946. A mais recente proclamação foi emitida por Barack Obama.

## Dia de Informação sobre o Desenvolvimento Mundial
O Dia de Informação sobre o Desenvolvimento Mundial da ONU também é comemorado em 24 de outubro desde 1972.